# Клод-Макс Лочу
Клод-Макс Лочу — сучасний художник, живописець і дизайнер, який закінчив Школу образотворчих мистецтв у Безансоні . Народився в Дель - ін -Франш-Конте в 1951 році, багато років оселився в Париж, потім у Карр'єр-сюр-Сен, зараз живе і працює в Арль. Він виставлявся в музеї Доля , Гайяка та Фора в Екс-ле-Бен, де деякі з його картин є частиною колекції.

## Біографія
Клод-Макс Лочу навчався живопису в Регіональній школі образотворчого мистецтва в Безансоні (Atelier Jean Ricardon ), яку закінчив у 1975 році, і вперше виставлявся в 1976 році в Рабаті і Танжері в Марокко. Він переїхав до Парижа в 1979 році і брав участь у Salon de Montrouge в 1981 і 1982 роках. 
Під час першої поїздки до Японія в 1982 році він вивчав сумі-е , техніку фарбування, у художника Шико Іто . У 1985 році він повернувся до Японії, щоб пройти маршрут Східноморський шлях Утаґава Хірошіґе.між Кіото та Токіо, і натхненний концепцією фуекі рюко (不易 流行), сталості й руху, розробленою Мацуо Басьо, поетом хайку. Таким чином він розпочав серію картин-мандрівників , подібно до художників-мандрівників, які роблять подорожі джерелом натхнення. Такий підхід породить «Maisons du Ciel», дослідження рельєфу міст Парижа, Риму, Лісабона, Амстердама, Нью-Йорка, Лондона, Лос-Анджелеса та Берліна. Клод-Макс Лочу також вивчає натюрморт, інтер’єри та південні пейзажі, де він шукає поезії, а не репрезентації. Окрім роботи з різними галереями, Клод-Макс Лочу виставлявся в музеї Долау 1985 році  та в музеї Фора в Екс-ле-Бен у 2000 та 2012 роках.
У 2000 році він виставив картину Екс-ле-Бен з Англійського бульвару в музеї Faure, полотно, яке він створив під час своєї першої виставки в Екс-ле-Бен і яке зараз знаходиться у вході до музею. Картина представляє вид на місто з висоти пташиного польоту. У 2012 році в музеї Фора в Савойі знову відбулася ретроспектива його творчості, а до колекцій музею потрапив портрет Огюст Роден .
З 2001 року він виставлявся в Accademia Libera Natura e cultura у Керчето , Італія.
У 2006 році брав участь у фестивалі «Мир і світло» для проекту Лама Гюрме по будівництву Храму Миру в Нормандії з метою сприяння миру у світі та міжрелігійного діалогу.

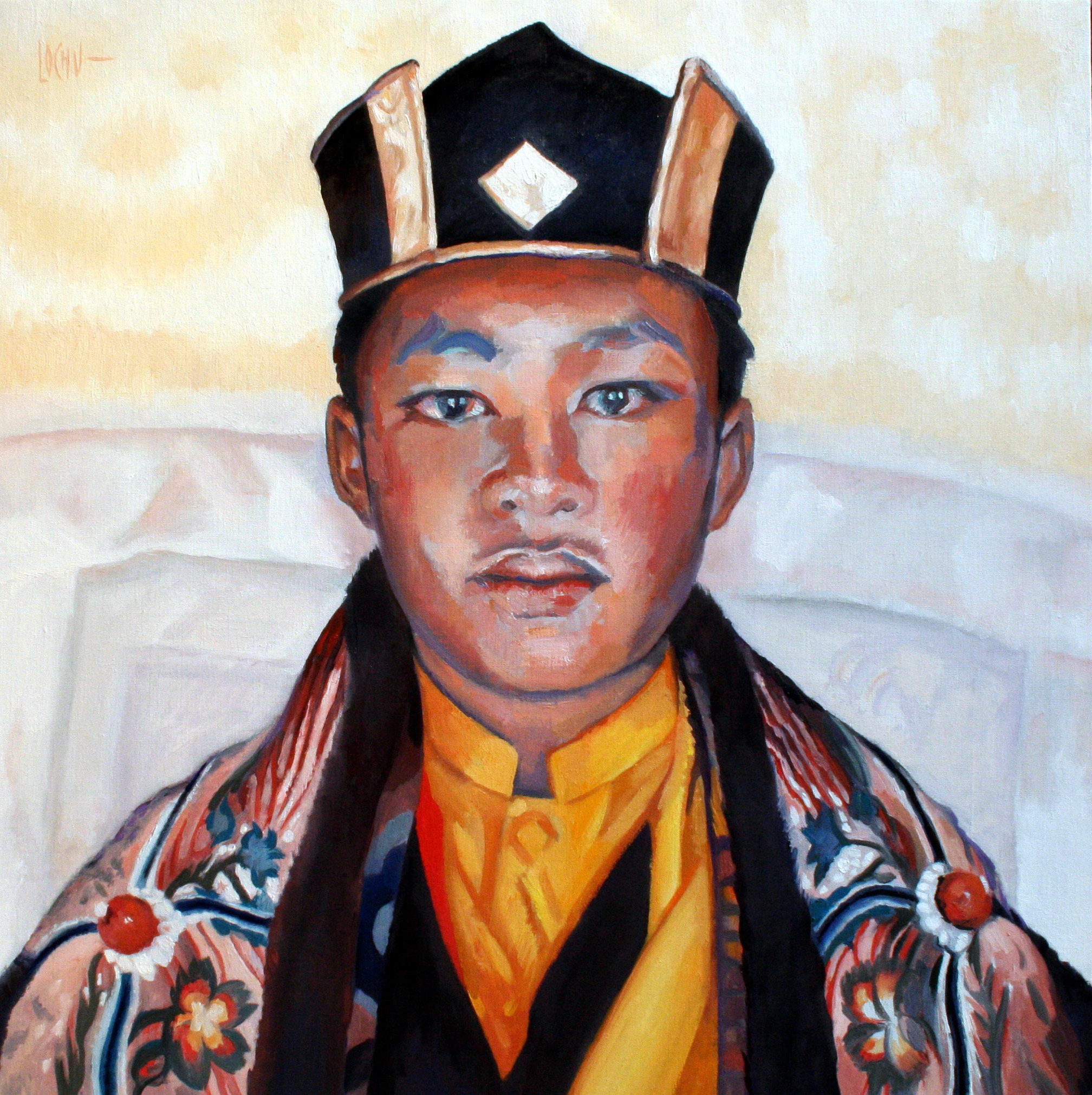
Гьялва Кармапа, 100 x 100 cm, 2008, полотно, олія

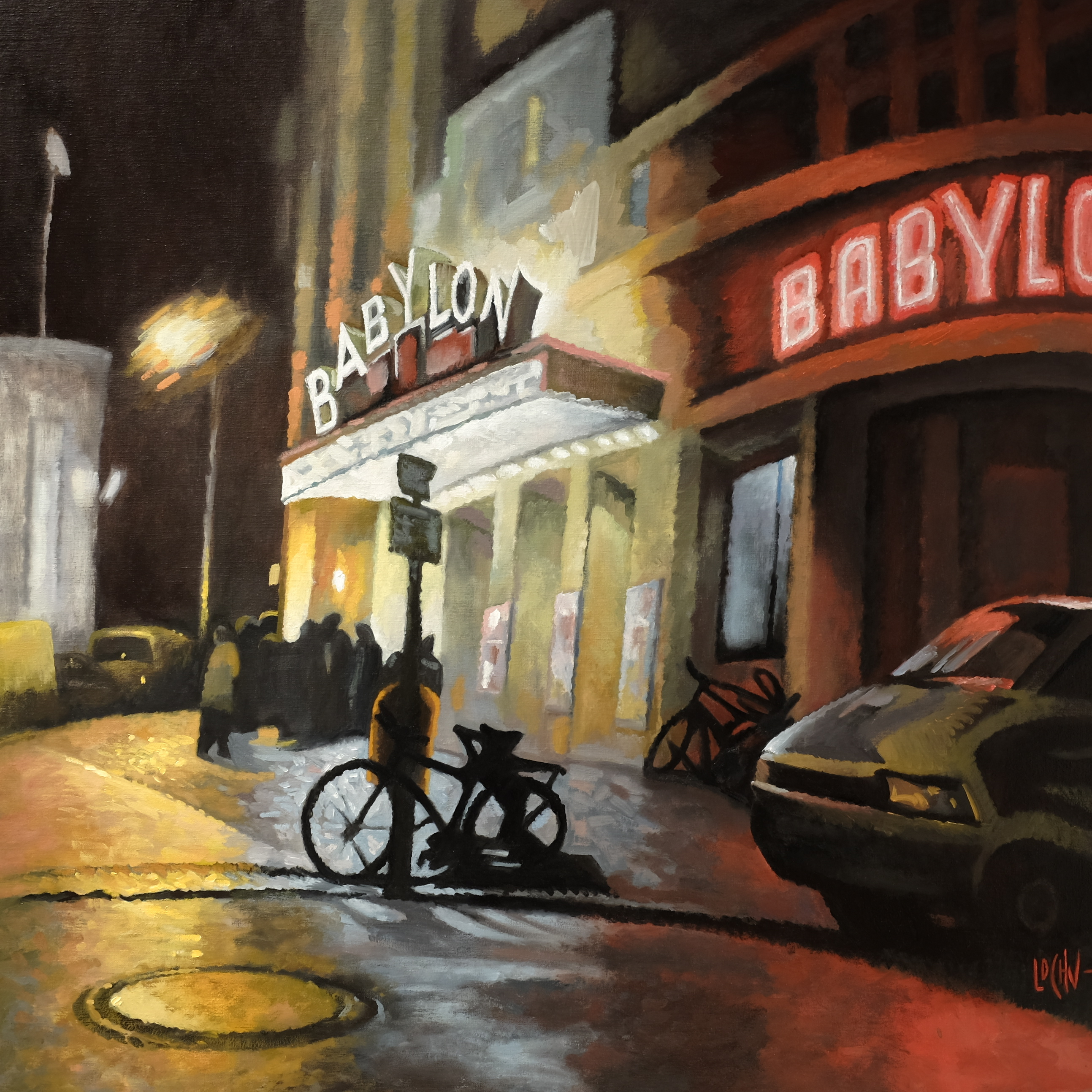
Кіно Вавилон, 100 x 100 cm, 2017, полотно, олія

У 2013 році він виставлявся в Музеї образотворчого мистецтва Гайлак у Тарні.
З липня довересень 2013 року, 26 його олій на полотні, гуаші та малюнків представлені наприкінці відвідування Музею пригод Пежо в Сошо-ін-Ду.
Туристичний офіс Pays des Impressionnistes , зосереджений на генезі Імпресіонізм на берегах Сени , організував візит до своєї студії в Кар'єр-сюр-Сен в Січень 2014 року.
Майстерня-галерея «Les Pissenlits», розташована в Ле-Комб , в Ду, присвячена виставцілистопад 2014 рокунаСічень 2015 року.
вберезень 2016 року, він виставлявся в галереї Гаварт на вулиці Арженсон у Парижі.
У травні ічервень 2017 року, виставка його картин під назвою « Подорожі » проходить у культурному центрі Жана Вілара в Марлі-ле-Руа.
З червня по серпень 2018 року він є одним із 37 художників, які брали участь у Jubilons → Jubilez – Retrospective and Perspectives , останній виставці, організованій у музеї Фор його куратором Андре Ліатаром.
У 2017 році він переїхав до Арля , створив там серію пейзажів і виставив у Galerie Cezar у серпні 2021 року.

## Публікації
- Catalogue d’exposition de Claude-Max Lochu, 1985, Musée des Beaux-Arts de Dole[24]
- Illustrations de La Princesse qui aimait les chenilles de René de Ceccatty en collaboration avec Ryôji Nakamura, 1987, éditions Hatier, ISBN 2218078589
- Claude Max Lochu : exposition, Aix-les-Bains, Musée Faure, 7 avril-15 mai 2000, éditeur Aix-les-Bains : Musée Faure, 2000, ISBN 2908214075 та 9782908214079
- Claude-Max Lochu: Pour solde de tout compte : expositions, Musée Faure, Aix-les-Bains, 7 avril-17 juin 2012 et Musée des beaux-arts, Gaillac, 1er trimestre 2013, éditeur Musée Faure, 2012, ISBN 2357570229 та 9782357570221
- Claude-Max Lochu, Bruno Smolarz, Objets intranquilles & autres merveilles, Atéki éditions, 2021, ISBN 9782957345212[25]